# 小行星16155
小行星16155（16155 Buddy）是一颗绕太阳运转的小行星，为主小行星带小行星。该小行星于2000年1月3日发现。

## 轨道参数
小行星16155的轨道半长轴为2.7383220 UA，离心率为0.147。